# Sandweiler
Sandweiler er en kommune og et byområde i storhertugdømmet Luxembourg. Kommunen, som har et areal på 7,73 km², ligger i kantonen Luxembourg i distriktet Luxembourg. I 2005 havde kommunen 2.870 indbyggere.
49°37′00″N 6°13′00″Ø / 49.6167°N 6.2167°Ø